# ソ連国家保安委員会第1総局
ソ連国家保安委員会第1総局（ソれんこっかほあんいいんかいだいいちそうきょく ロシア語: Первое главное управление）は、ソ連国家保安委員会（KGB）における対外諜報を担当する機関。第1総局を略してPGU（発音はペーゲーウー、ロシア語での略称は「ПГУ」）と呼ばれる。ソビエト連邦の崩壊後は、ロシア対外情報庁（SVR）となる。

## 組織

### 中央機構
局（Управление）
- R局 - 作戦計画及び分析
- K局 - 防諜
- S局 - イリーガル
- OT局 - 作戦技術
- I局 - コンピュータ
- T局 - 科学技術諜報
- 諜報情報局 - 分析及び評価
- RT局 - ソ連領内の作戦

局（Служба）
- A局 - 偽情報。秘密作戦
- R局 - 無線通信
- 第1総局第8局A局 - 暗号

課（Отдел）
- 第1課 - アメリカ、カナダ
- 第2課 - ラテンアメリカ
- 第3課 - イギリス、オーストラリア、アフリカ、ニュージーランド、スカンジナビア
- 第4課 - 東ドイツ、西ドイツ、オーストリア
- 第5課 - ベネルクス諸国、フランス、スペイン、ポルトガル、スイス、ギリシア、イタリア、ユーゴスラビア、アルバニア、ルーマニア
- 第6課 - 中国、ベトナム、ラオス、カンボジア、北朝鮮
- 第7課 - タイ、インドネシア、日本、マレーシア、シンガポール、フィリピン
- 第8課 - 近東アラブ諸国、アフガニスタン、イラン、イスラエル、トルコ
- 第9課 - 英語圏アフリカ諸国
- 第10課 - フランス語圏アフリカ諸国
- 第11課 - 社会主義諸国との接触
- 第12課 - 登録及び公文書
- 第13課 - 電子傍受及び西側諸国の暗号機関に対する作戦
- 第14課 - インド、スリランカ、パキスタン、ネパール、バングラデシュ、ビルマ
- 第15課 - 近東アラブ諸国、エジプト
- 第16課 - 移民
- 第17課 - 発展途上国との接触

### 海外駐在部
模範的な海外駐在部の構成の例。
- 駐在部長
- PRライン - 政治、経済及び軍事・戦略諜報、積極的行動 
  - 報告書作成官
- Khライン - 科学技術諜報
- Nライン - イリーガル支援
- EMライン - 亡命者
- 特殊予備員
- KRライン - 対外防諜及び保安
  - 大使館附属国家保安将校  
    - RP班将校 - 電子諜報
    - I班 - コンピュータ
    - OT将校 - 作戦技術保障
      - インパルスステーション[1]

    - 運転手
    - 暗号手、無線手
    - 秘書・タイピスト
    - 簿記

## 名称の変遷
ロシア革命から現在までの変遷を記す。
- ロシア・ソビエト連邦社会主義共和国内務人民委員部（NKVD）附属全ロシア反革命・サボタージュ取締非常委員会外国課　（1920年12月～1922年2月）
- ロシア・ソビエト連邦社会主義共和国NKVD国家保安局（GPU）外国課　（1922年2月～1923年11月）
- 人民委員会議附属統合国家政治局（OGPU）外国課　（1923年11月～1934年7月）
- ソ連NKVD国家保安総局第7課　（1934年7月～1939年7月）
- ソ連NKVD国家保安総局第5課　（1939年7月～1941年2月）
- ソ連国家保安人民委員部（NKGB）第1局　（1941年2月～1946年3月）
- ソ連国家保安省第1局　（1946年3月～1947年）
- ソ連閣僚会議附属情報委員会　（1947年～1949年2月）
- ソ連外務省附属情報委員会　（1949年2月～1952年2月）
- ソ連国家保安省第1総局　（1952年2月～1953年3月）
- ソ連内務省第2総局　（1953年3月～1954年3月）
- ソ連閣僚会議附属国家保安委員会（KGB）第1総局　（1954年3月～1978年7月）
- ソ連KGB第1総局　（1978年7月～1991年9月）
- ソ連中央情報庁　（1991年9月～12月）
- ロシア対外情報庁（SVR）　（1991年12月～）

## 歴代対外情報部長
| 職名                        | 氏名                           | 階級             | 在任期間       | 出身校                             | 前職                             |
| --------------------------- | ------------------------------ | ---------------- | -------------- | ---------------------------------- | -------------------------------- |
| チェーカー外国課長          | ヤコフ・ダヴィドフ             |                  | 1920-1921      | ペテルブルク大学中退               | 外務人民委員部沿バルト諸国課主任 |
| チェーカー外国課長          | ルーベン・カタニャン           |                  | 1921.1-4       | モスクワ大学                       | モスクワ・チェーカー             |
| GPU外国課長                 | ソロモン・モギリョフスキー     |                  | 1921.8-1922.5  | ペテルブルク大学                   | チェーカー特別課特別全権代表     |
| GPU（OGPU）外国課長         | メール・トリリッセル           |                  | 1922.5-1930.10 | アストラハン市立実科学校           | 外国課長補佐                     |
| OGPU外国課長                | スタニスラフ・メッシング       |                  | 1929.9-1931.7  | 共産党員                           | ペトログラードOGPU長官           |
| OGPU外国課長                | アルトゥール・アルトゥゾフ     |                  | 1931.7-1935.5  | ペトログラード工科大学             | 外国課副課長                     |
| NKVD国家保安総局第7課長     | アブラム・スルツキー           | 二等国家保安委員 | 1935.5-1938.2  | 中央アジア大学                     | OGPU外国課長                     |
| NKVD国家保安総局第7課長代行 | セルゲイ・シュピーゲリグラス   | 国家保安少佐     | 1938.2         | モスクワ大学中退                   | 第7課副課長                      |
| NKVD国家保安総局第5課長     | ゼリマン・パッソフ             | 国家保安上級少佐 | 1938.3-10      |                                    | 第1局第5課長                     |
| NKVD国家保安総局第5課長代行 | パヴェル・スドプラトフ         |                  | 1938.11-12     | キエフ政治職員訓練課程             | 第5課副課長                      |
| NKVD国家保安総局第5課長     | ウラジーミル・デカノゾフ       |                  | 1939           | サラトフ大学、バキン大学           | グルジア人民委員会議副議長       |
| NKVD国家保安総局第5課長     | パーヴェル・フィーチン         | 中将             | 1939-1946.6    | チミリャゼフ名称農業アカデミー     | 第5課副課長                      |
|                             | ピョートル・クバトキン         | 中将             | 1946.6-9       | NKVD中央学校                       | レニングラード州国家保安局長     |
| 情報委員会副議長            | ピョートル・フェドトフ         | 中将             | 1946.9-1949.9  |                                    | 防諜局長                         |
| 情報委員会副議長            | セルゲイ・サフチェンコ         | 中将             | 1949.9-1953.3  |                                    | 国家保安次官                     |
|                             | ワシーリー・リャースノイ       | 中将             | 1953.3-5       |                                    | 国家保安次官                     |
|                             | エフゲニー・ピトヴラノフ       | 中将             | 1953           | モスクワ輸送技師大学               |                                  |
|                             | アレクサンドル・コロトコフ     |                  | 1953-1954      |                                    |                                  |
| KGB第1総局長                | アレクサンドル・パニュシキン   | 少将             | 1953.7-1955    | レニングラード騎兵学校             | 駐華非常全権大使                 |
| KGB第1総局長                | アレクサンドル・サハロフスキー | 大将             | 1956-1971      | V.I.レーニン名称軍事政治アカデミー |                                  |
| KGB第1総局長                | フョードル・モルチン           | 中将             | 1971-1974      | アルザマス教員大学                 | 第1総局副総局長                  |
| KGB第1総局長                | ウラジーミル・クリュチコフ     |                  | 1974-1988      | サラトフ法律専門学校               | 第1総局副総局長                  |
| KGB第1総局長                | レオニード・シェバルシン       | 中将             | 1989-1991      | モスクワ国立国際関係大学           | 第1総局副総局長                  |
| SVR長官                     | エフゲニー・プリマコフ         |                  | 1991-2000      | モスクワ東洋学大学                 | 中央情報庁長官                   |
| SVR長官                     | ヴャチェスラフ・トルブニコフ   | 上級大将         | 1996.1-2000.5  | モスクワ国立国際関係大学           | SVR第一次官                      |
| SVR長官                     | セルゲイ・レベジェフ           | 上級大将         | 2000.5-2007.10 | キエフ工業大学チェルニゴフ分校     | 駐米SVR公式代表                  |
| SVR長官                     | ミハイル・フラトコフ           | 予備役大佐       | 2007.10-       | モスクワ工作機械大学               | 首相                             |